# Taboo (певец)
Хайме Луис Гомес (исп. Jaime Luis Gomez, псевдоним — Табу; англ. Taboo; род. 14 июля 1975, Лос-Анджелес) — американский певец-рэпер, участник американской хип-хоп группы The Black Eyed Peas.

## Биография
Хайме родился 14 июля 1975 года в Бойл Хайтс, штат Калифорния и вырос в Лос-Анджелесе, штат Калифорния. Получил образование в Garvey Intermediate. Наполовину мексиканец, наполовину индеец (племя шошон).
Получив полное[уточнить] образование, Taboo стал одним из самых известных брейк-дансеров Калифорнии. В связи с такой популярностью его заметил участник группы «Atban Klann» Уильям Адамс (Will.i.am). Так появилась группа «Black Eyed Peas». Табу играет значительную роль в группе, являясь исполнителем испаноязычных песен. Для Табу характерен стиль ретро, также он предпочитает стиль рэп. На фотосессиях Taboo придумывает различные жесты.

## Семья
У Табу есть брат Яшуа. Первая жена Рослинн Кобаррубиас бросила его сразу после заключения брака потому, что тот мало появлялся дома из-за турне по Европе. От неё у Хайме есть сын Джошуа, который родился 12 мая 1993 года. 12 июля 2008 года за 2 дня до своего тридцать третьего дня рождения Табу женился на своей подруге Джейми Дисон. Церемония прошла в католической церкви Святого Андрея в Калифорнии. Вторая жена родила ему двух сыновей: Джимми Джейлена Гомеса — 19 июля 2009 года и Джорни Джеймсона Гомеса — 26 апреля 2011 года.
В марте 2007 года Табу был арестован, после того как врезался в машину, находясь в состоянии наркотического опьянения.
11 февраля[уточнить] Табу выпустил книгу «Fallin’Up: My Story» со Стивеном Деннисом.